# Тимошинін Олександр Іванович
Тимошинін Олександр Іванович (20 травня 1948 — 26 листопада 2021) — російський академічний веслувальник.
Олімпійський чемпіон 1968, 1972 років у складі парної двійки.
Срібний призер Чемпіонату Європи 1973 року в складі парної двійки.